# Austrolimnophila nympha
Austrolimnophila nympha là một loài ruồi trong họ Limoniidae. Chúng phân bố ở vùng Tân nhiệt đới.